# MDLR Airlines
MDLR Airlines fue una aerolínea con base en Gurgaon, cerca de Delhi, India. Operaba vuelos regulares nacionales. El 5 de noviembre de 2009 suspendió temporalmente sus operaciones y nunca volvió a operar.

## Historia
La aerolínea comenzó a operar el 14 de marzo de 2007, y es propiedad de Murli Dhar Lakh Ram (MDLR) Group y tiene 250 empleados aproximadamente (en septiembre de 2008).
La aerolinea cesó sus operaciones en 2009.

## Destinos
MDLR Airlines operaba vuelos regulares a los siguientes destinos nacionales (en abril de 2009):

### Asia

#### Sur de Asia
- India
  - Chandigarh
    - Aeropuerto de Chandigarh

  - Delhi
    - Aeropuerto Internacional Indira Gandhi Hub

  - Goa
    - Vasco da Gama - Aeropuerto Dabolim

  - Himachal Pradesh
    - Kullu - Aeropuerto Bhuntar

  - Jharkhand
    - Jamshedpur - Aeropuerto Sonari
    - Ranchi - Aeropuerto Birsa Munda

  - Uttar Pradesh
    - Lucknow - Aeropuerto Amausi

  - West Bengal
    - Calcuta - Aeropuerto Internacional Netaji Subhash Chandra Bose

## Flota Histórica
La flota de la aerolínea estuvo compuesta por las siguientes aeronaves durante su historia: